# Tetramorium parvispinum
Tetramorium parvispinum är en myrart som först beskrevs av Carlo Emery 1893.  Tetramorium parvispinum ingår i släktet Tetramorium och familjen myror. Inga underarter finns listade i Catalogue of Life.